# 無情報
無情報（ノーインフォメーション）は、岸本学、橋詰龍、前川昂哉、ガクカワサキ、芳賀勇の5人からなる日本の劇団。
2014年秋ごろ結成、東京を中心に活動している。

## 概要
「毎日が唐揚げなら、私達は檸檬（レモン）になりたい」という想いに共感したメンバー、5人によるパフォーマンス集団。
自らのジャンルを「セッション・コメディ」と呼称し、即興性のある笑いと感動を日々研究し続けている。
岸本学をリーダーとしているが、本人曰く「リーダーというあだ名なだけ」であり、リーダーではないらしい。
2014年12月以降、無情報の作品の脚本・原案はガクカワサキが手がけている。また、カワサキは BLUE LABELとの業務提携で、テレビドラマ『こんなところで裏切り飯』（全話）、『こんなところで裏切り飯 〜嵐を呼ぶ七人の役員〜』、『民王R』（第4話）の脚本を担当している。

## メンバー

### 現メンバー
- 岸本学[3]（きしもと まなぶ）：アーティスト・グラフィックデザイナー。リーダー。
- 前川昂哉[4]（まえがわ たかや）：俳優。旗揚げメンバー。
- 橋詰龍[5]（はしづめ りょう）：俳優。旗揚げメンバー。
- ガクカワサキ[6]：脚本家・演出家・放送作家。2016年の加入。
- 芳賀勇[7]（はが いさむ）：俳優。2015年加入。

### 元メンバー
- ミスターX（- 2014年秋）

## 概歴

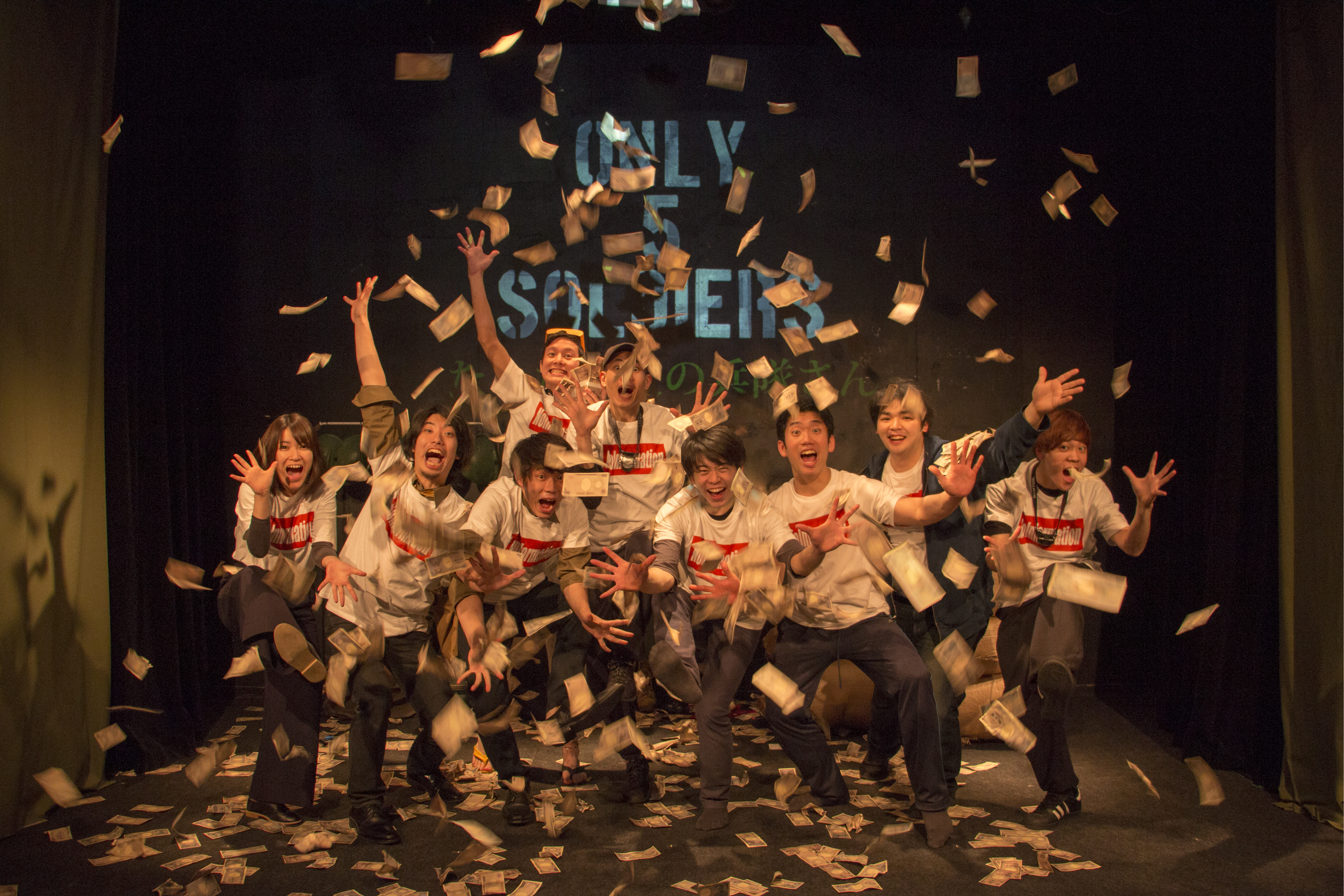
舞台を終えた無情報メンバーとスタッフ

2013年 夏ごろ
舞台で共演した岸本・橋詰・ミスターXを中心に意気投合。 コント集団の結成話が持ち上がる。
2013年 秋ごろ
上記3名に加え、岸本と共演した前川が参入し、計4名で『コント集団 無情報』を結成。
2014年3月
旗揚げ公演『ぼくたち、コント集団を卒業します』を上演。コントオムニバス形式の作品を発表。
2014年4月
ミスターXが「俺は世界を見に行く」と言い残し、世界一周旅行へ旅立つ。
2014年 夏
『コント食堂』と題し、都内レストランを中心に月2回のコント公演を発表。
2014年12月
『コント食堂』にて無情報としては初のガクカワサキ脚本作品『こぶとりじいさんとバチコと蛾』を発表。
2015年2月
『コント食堂』にてガク脚本の『泣くほど美味いか？』を発表。客演に初めて芳賀勇を迎える。
この作品の打ち上げ時、ガクの正式メンバー入りが決まる。
2015年5月
本公演vol.2『七人の神様』を成子天神社にて上演。
この作品の打ち上げ時、芳賀の正式メンバー入りが決まり、現在の5人編成となる。
2015年10月
本公演vol.3『ヨネダヤ事件』をオーガニックカフェかえもんにて上演。初の2作品同時上演を敢行する。
2016年5月
本公演vol.4『時、既にお寿司』を寿司處八千代にて上演。ワンドリンクならぬ「ワン寿司」サービスを敢行し、話題となる。
2016年12月
番外公演vol.1『みにくいテレビの子』を高島平hodgepodgeにて上演。
メンバー5人だけの出演、そしてメンバー5人での脚本・演出作品となり、初の「メンバーだけ公演」を敢行した。
2017年5月
Twitterにて2分間番組『無情報 S size conte』がスタート。動画でのコントやバラエティに挑戦した動画を毎日アップロード。
2017年8月
『無情報 S size conte』が放送100回を迎える。
2018年2月
番外公演vol.2『たった5人の兵隊さん』を阿佐ヶ谷シアターシャインにて上演。
約1年ぶりの作品発表でもあり、映像・ギミック・ダンスをとりいれた無情報 史上最大の超大作となった。
2018年5月
テレビ東京系列のテレビ番組『出没!アド街ック天国』の南阿佐ヶ谷特集に出演。無情報全員が地上波デビューを果たす。その尺、実に3秒。
2019年10月
番外公演vol.3.『五猿』を阿佐ヶ谷シアターシャインにて上演。
2020年11月
本公演Vol.5『スリッパ・ウェスタン』をザムザ阿佐谷にて上演。
2021年10月
本公演vol.6『そこまでだ悪いやつ』をBOX in BOX THEATREにて上演。
2022年6月
本公演vol..7『嶺上開花』をBIG TREE THEATERにて上演。
2023年10月
本公演vol.8『黒髭のボート』を築地本願寺ブディストホールにて上演。
2024年6月
結成10周年記念公演となる本公演vol.9『ビルズ・ビルズ・ビルズ』をCBGKシブゲキ!!にて上演。

## 公演

### 本公演
| 次数   | 公演タイトル                     | 公演年 | 日程               | 会場                                                 | 備考               |
| ------ | -------------------------------- | ------ | ------------------ | ---------------------------------------------------- | ------------------ |
| Vol. 1 | ぼくたち、コント集団を卒業します | 2014年 | 3月12日 - 14日     | 立教大学池袋キャンパス ウィリアムズホールF4 スタジオ | 旗揚げ公演         |
| Vol. 2 | 七人の神様                       | 2015年 | 5月28日 - 31日     | 成子天神社                                           | [ 9 ]              |
| Vol. 3 | ヨネダヤ事件                     | 2015年 | 10月18日 - 11月1日 | オーガニックカフェかえもん                           | [ 10 ]             |
| Vol. 4 | 時、既にお寿司                   | 2016年 | 5月18日 - 22日     | 鮨處八千代                                           | [ 11 ]             |
| Vol. 5 | スリッパ・ウェスタン             | 2020年 | 11月13日 - 16日    | ザムザ阿佐谷                                         | [ 15 ]             |
| Vol. 6 | そこまでだ悪いやつ               | 2021年 | 10月14日 - 17日    | BOX in BOX THEATRE                                   | [ 16 ]             |
| Vol. 7 | 嶺上開花                         | 2022年 | 6月24日 - 26日     | BIG TREE THEATER                                     | [ 17 ]             |
| Vol. 8 | 黒髭のボート                     | 2023年 | 10月19日 - 22日    | 築地本願寺ブディストホール                           | [ 18 ]             |
| Vol. 9 | ビルズ・ビルズ・ビルズ           | 2024年 | 6月20日 - 23日     | CBGKシブゲキ!!                                       | 結成10周年記念公演 |

### 番外公演
| 次数   | 公演タイトル        | 公演年 | 日程            | 会場                              | 備考   |
| ------ | ------------------- | ------ | --------------- | --------------------------------- | ------ |
| Vol. 1 | みにくいテレビの子  | 2016年 | 12月1日 - 4日   | ライブステージ 高島平ほっぢポッヂ | [ 12 ] |
| Vol. 2 | たった5人の兵隊さん | 2018年 | 2月22日 - 25日  | 阿佐ヶ谷シアターシャイン          | [ 13 ] |
| Vol. 3 | 五猿                | 2019年 | 10月11日 - 13日 | 阿佐ヶ谷シアターシャイン          | [ 14 ] |

### コント食堂
| タイトル                     | 年     | 日程              | 会場     | 備考 |
| ---------------------------- | ------ | ----------------- | -------- | ---- |
| こぶとりじいさんとバチコと蛾 | 2014年 | 6月29日 -         | saboruna |      |
| 泣くほど美味いか？           | 2015年 | 2月15日 - 3月17日 | saboruna |      |